# Powiat Lavizzara
Lavizzara (wł. Circolo di Lavizzara) – powiat w Szwajcarii, w kantonie Ticino, w okręgu Vallemaggia. Siedziba administracyjna powiatu znajduje się w miejscowości Lavizzara. 
Powiat składa się z jednej gminy (comune) o powierzchni 187,53 km² i o liczbie mieszkańców 509.

## Gminy
| Nazwa gminy | Liczba mieszkańców 31 grudnia 2021 | Powierzchnia km² |
| ----------- | ---------------------------------- | ---------------- |
| Lavizzara   | 509                                | 187,53           |

## Zmiany administracyjne
- 4 kwietnia 2004
  - utworzenie gminy Lavizzara z gmin Broglio, Brontallo, Fusio, Menzonio, Peccia i Prato-Sornico